# Jack Plapler
Isaak „Jack“ Plapler (* 11. November 1919 in Grifte; † 9. April 2015 in Berlin) war ein deutscher Holocaust-Überlebender, der als jüdischer Häftling im Rahmen der Aktion Bernhard im Konzentrationslager Sachsenhausen als Fälscher arbeiten musste. Ab den 1980ern engagierte er sich als Zeitzeuge.

## Leben

### Kindheit und Jugend
Plaplers Vater stammte aus Proszowice bei Krakau, im Ersten Weltkrieg kam er als Zwangsarbeiter nach Hessen, wo er blieb und seine Familie nachholte. Hier wurde Isaak Plapler geboren und besuchte nach einem Umzug die Volksschule in Kassel. Den Besuch des Musikkonservatoriums blieb ihm als Jude in der NS-Zeit verwehrt, stattdessen machte er eine Ausbildung zum Maler bei der Firma Gebrüder Hallo in Kassel.

### Inhaftierung und Fälscherwerkstatt
Im September 1939 wurden Plapler und sein Vater von der SS verhaftet und ins KZ Buchenwald verschleppt, wo Plapler zusehen musste, wie sein Vater am 7. März 1940 von SS-Aufsehern verprügelt wurde und verstarb. Seine Mutter Eda und seine Schwester Mary wurden 1942 in Riga ermordet, sein kleiner Bruder Benno starb im selben Jahr im KZ Stutthof.
Im August 1942 wurde Plapler in die Fälscherwerkstatt im Konzentrationslager Sachsenhausen geholt, wo er zu den ersten 39 Häftlingen der Werkstatt im Block 19 gehörte. Mit Hilfe professioneller Geldfälscher mussten 144 jüdische Häftlinge ausländische Währungen, vor allem aber englische Pfundnoten produzieren, mit denen die Volkswirtschaften der Alliierten destabilisiert werden sollten. Insgesamt waren es 132 Millionen englische Pfund. Es wurden aber auch Dokumente wie Pässe, Urkunden und Briefmarken gefälscht. Die Häftlinge verzögerten absichtlich die Aktion und produzierten Ausschuss.
Ab dem 20. Februar 1945 wurde die Fälscherwerkstatt zuerst nach Mauthausen und dann in dessen Außenlager Ebensee verlagert. Plapler überlebte mit 139 weiteren Häftlingen und wurde hier am 6. Mai 1945 von US-Soldaten befreit.
Die Geschichte des Fälscherkommandos wurde im Oscar-prämierten Kinofilm Die Fälscher erzählt, dessen Drehbuch auf den Erinnerungen von Plaplers ehemaligem Mithäftling Adolf Burger basiert.

### Nach dem Krieg
Nach der Befreiung lebte Plapler in Halle, lernte seine Frau Gerdie kennen und eröffnete die Reklameagentur Blickfang. Er nannte sich Jack, um es im Nachkriegsdeutschland leichter zu haben. Ende der 1940er zogen sie nach Berlin, wo Plapler in der Anzengruberstraße in Neukölln ein Malereigeschäft betrieb und wohnten im eigenen Haus in Steglitz.
Nach seiner Pensionierung begann er als Zeitzeuge aufzutreten.

## Auszeichnungen
- 2011: Verdienstkreuz am Bande der Bundesrepublik Deutschland